# Pleurodema guayapae
Pleurodema guayapae är en groddjursart som beskrevs av Barrio 1964. Pleurodema guayapae ingår i släktet Pleurodema och familjen Leiuperidae. IUCN kategoriserar arten globalt som livskraftig. Inga underarter finns listade i Catalogue of Life.